# Lukács Attila
Lukács Attila (Salgótarján, 1968. július 6. – 2012. január 18.) alpin vállalkozó, barlangkutató, hegymászó.
A Bányagépgyártó Vállalatnál gépszerelő 1990-től, a Salgótarjáni Hegymászó klub sportmunkatársa 1992-től. Több hegymászó és alpintechnikai Bt. vezetője 2005-től. A Sziklaorom Hegymászó és Barlangász Klub vezető helyettese 1997-2005 között, az Extrém Sport Klub vezetője szintén 1997-2005 között. Cikkei, egyéb írásai jelentek meg a Nógrád Megyei Hírlapban és a Hegymászóban.

## A hegymászó
Hegymászásai közül kiemelkedőek: 
- Matterhorn, Furggrat (Olasz-Svájci gerinc) első magyar megmászás (1988).
- Dolomitok, Drei Zinnen (Grosse Zinne), Dülfer-rés, V+, A1, első magyar megmászás (1992)
- Brenta-hegység, Campanile Basso(wd) normál út variáns, V+, A0, első magyar megmászás (1996),
- Sappada, 350 méteres jégfal (IV)
- Szász-Svájc, Höllenhund (Talweg Villa), Falkenstein (Reginawand VIIIa), Bergfreund (Lachen und Weinen, IXa unterst.).
- Több száz (II-VIII-as) út 1983-2002 között.

A mátrai Csóka- és Bárány-kő mászóiskolák első teljes körű kiépítését végezte (standok, nittek, új utak) 1985–1995.
Szerkesztette és kiadta a Mátra-Csókakő első mászókalauzt (1992). Humoros hegymászó filmeket forgatott 1987 és 2002 között.

## A barlangkutató
Barlangász eredményei közül említhető a mátrai Csörgő-lyukban az Elveszett-ág megtalálása. A Keszthelyi-fennsíkon található Csodabogyós-barlangban a Colosseum-ág felfedezésében is részt vett.